# Mirjana Lučić-Baroni
Mirjana Lučić-Baroni (* 9. März 1982 in Dortmund, Deutschland als Mirjana Lučić) ist eine ehemalige kroatische Tennisspielerin.

## Karriere
Lučić begann im Alter von vier Jahren mit dem Tennisspielen, 1997 wurde sie Profi. Sie dominierte die Juniorinnen-Tour und gewann dort 1996 die US Open und 1997 die Australian Open. Bereits als 13-Jährige stand sie 1996 im Halbfinale des Mädchen-Wettbewerbs der Australian Open. Ihr erstes Profiturnier spielte sie bei einem ITF-Turnier in Salzburg; sie erreichte auf Anhieb das Endspiel, das sie gegen Chanda Rubin verlor. An der Seite von Rubin gewann sie das Doppelfinale.
Bei ihrem ersten WTA-Turnier in Bol konnte sie als erste Spielerin gleich bei ihrem Debüt den Titel gewinnen, wobei sie mit Amanda Coetzer auch eine Top-Ten-Spielerin besiegte. Außerdem siegte sie im Doppelwettbewerb. Bei ihrem zweiten Turnier in Straßburg stand sie ebenfalls im Finale und musste sich erst Steffi Graf geschlagen geben. Ihr Grand-Slam-Debüt gab sie bei den US Open, wo sie nach zwei deutlichen Siegen in den Auftaktrunden knapp gegen Jana Novotná verlor.
Zwischen April 1996 und April 1998 spielte sie 17 Partien für die kroatische Fed-Cup-Mannschaft. Dabei musste sie im Einzel in 13 Partien nur eine Niederlage hinnehmen (Doppel 2:2).
Als sie sich mit der damaligen Weltranglistenersten Martina Hingis 1998 den Doppeltitel bei den Australian Open sicherte, war sie mit 15 Jahren die jüngste Spielerin, die jemals einen Major-Titel gewonnen hatte. Das Endspiel gegen Lindsay Davenport und Natallja Swerawa endete 6:4, 2:6 und 6:3. In Wimbledon feierte Lučić 1999 ihren größten sportlichen Erfolg, als sie nach einem sensationellen Sieg über Monica Seles das Halbfinale erreichte, in dem sie sich Steffi Graf mit 7:6, 4:6 und 3:6 knapp geschlagen geben musste.
Nach persönlichen Problemen infolge massiver körperlicher Gewalt von Seiten ihres Vaters fiel Lučić im Jahr 2000 in der Weltrangliste weit zurück. 2004 und 2005 bestritt sie jeweils nur eine Partie, in der Saison 2006 ging sie überhaupt nicht an den Start.
2007 spielte sie zunächst wieder auf ITF-Turnieren, später auch auf der WTA Tour. 2010 gewann sie in den USA zwei ITF-Titel im Einzel. In Wimbledon besiegte sie 2012 als Qualifikantin in der zweiten Runde mit Marion Bartoli die Vorjahresfinalistin; in Runde drei schied sie gegen Roberta Vinci aus.
Lučić konnte sich nie länger in den Top 100 etablieren; erst im Alter von 32 Jahren feierte sie Ende 2014 ihr großes Comeback. Bei den US Open stand sie erstmals seit 15 Jahren wieder im Achtelfinale eines Grand-Slam-Turniers und sorgte mit ihrem Sieg über die Weltranglistenzweite Simona Halep für eine große Überraschung.
Beim Coupe Banque Nationale in Québec sicherte sie sich im September 2014 dann gleich in beiden Konkurrenzen den Titel. Im Einzelfinale besiegte sie in zwei Sätzen Venus Williams; das Endspiel im Doppel gewann sie an der Seite von Lucie Hradecká gegen Julia Görges und Andrea Hlaváčková ebenfalls in zwei Sätzen.
Nach den Australian Open 2018 im Januar 2018, genau 20 Jahre nachdem sie dort den Titel im Doppel gewann, beendete sie ihre Karriere und wird seit Januar 2019 nicht mehr in den Weltranglisten geführt.

## Turniersiege

### Einzel
| Nr. | Datum              | Turnier        | Kategorie         | Belag             | Finalgegnerin      | Ergebnis      |
| --- | ------------------ | -------------- | ----------------- | ----------------- | ------------------ | ------------- |
| 1.  | 4. Mai 1997        | Bol            | WTA Tier IV       | Sand              | Corina Morariu     | 7:5, 6:7, 7:6 |
| 2.  | 3. August 1997     | Makarska       | ITF $75.000       | Sand              | Sandra Dopfer      | 6:1, 6:4      |
| 3.  | 3. Mai 1998        | Bol            | WTA Tier IV       | Sand              | Corina Morariu     | 6:2, 6:4      |
| 4.  | 11. April 2010     | Jackson        | ITF $25.000       | Sand              | Jamie Hampton      | 7:5, 6:3      |
| 5.  | 26. September 2010 | Albuquerque    | ITF $75.000       | Hartplatz         | Lindsay Lee-Waters | 6:1, 6:4      |
| 6.  | 13. Oktober 2013   | Joué-lès-Tours | ITF $50.000       | Hartplatz (Halle) | An-Sophie Mestach  | 6:4, 6:2      |
| 7.  | 14. September 2014 | Québec         | WTA International | Teppich (Halle)   | Venus Williams     | 6:4, 6:3      |

### Doppel
| Nr. | Datum              | Turnier         | Kategorie         | Belag             | Partnerin      | Finalgegnerinnen                     | Ergebnis         |
| --- | ------------------ | --------------- | ----------------- | ----------------- | -------------- | ------------------------------------ | ---------------- |
| 1.  | 15. Dezember 1996  | Salzburg        | ITF $25.000       | Teppich (Halle)   | Chanda Rubin   | Adriana Barna Anca Barna             | 6:3, 6:2         |
| 2.  | 30. Januar 1998    | Australian Open | Grand Slam        | Hartplatz         | Martina Hingis | Lindsay Davenport Natallja Swerawa   | 6:4, 2:6, 6:3    |
| 3.  | 7. Februar 1998    | Tokio           | WTA Tier I        | Teppich (Halle)   | Martina Hingis | Lindsay Davenport Natallja Swerawa   | 7:5, 6:4         |
| 4.  | 4. November 2012   | New Braunfels   | ITF $50.000       | Hartplatz         | Jelena Bowina  | Mariana Duque Mariño Adriana Pérez   | 6:3, 4:6, [10:8] |
| 5.  | 10. Februar 2013   | Midland         | ITF $100.000      | Hartplatz (Halle) | Melinda Czink  | Maria Fernanda Alves Samantha Murray | 5:7, 6:4, [10:7] |
| 6.  | 14. September 2014 | Québec          | WTA International | Teppich (Halle)   | Lucie Hradecká | Julia Görges Andrea Hlaváčková       | 6:3, 7:68        |

## Abschneiden bei Grand-Slam-Turnieren

### Einzel
| Turnier         | 1997 | 1998 | 1999 | 2000 | 2001 | 2002 | 2003 | … | 2010 | 2011 | 2012 | 2013 | 2014 | 2015 | 2016 | 2017 | 2018 | Karriere |
| --------------- | ---- | ---- | ---- | ---- | ---- | ---- | ---- | - | ---- | ---- | ---- | ---- | ---- | ---- | ---- | ---- | ---- | -------- |
| Australian Open | —    | 2    | 1    | 1    | —    | —    | —    | — | —    | 1    | Q2   | 1    | 1    | 1    | 1    | HF   | 2    | HF       |
| French Open     | —    | —    | 1    | 1    | 3    | 2    | Q2   | — | —    | 1    | 1    | 1    | 1    | 3    | 2    | 1    | —    | 3        |
| Wimbledon       | —    | 2    | HF   | 2    | —    | —    | Q3   | — | 1    | 1    | 3    | 2    | 1    | 2    | 1    | 1    | —    | HF       |
| US Open         | 3    | 3    | 2    | 1    | —    | 1    | Q1   | — | 2    | 2    | 1    | 1    | AF   | 1    | 2    | 2    | —    | AF       |

Zeichenerklärung: S = Turniersieg; F, HF, VF, AF = Einzug ins Finale / Halbfinale / Viertelfinale / Achtelfinale; 1, 2, 3 = Ausscheiden in der 1. / 2. / 3. Hauptrunde; Q1, Q2, Q3 = Ausscheiden in der 1. / 2. / 3. Runde der Qualifikation; n. a. = nicht ausgetragen

### Doppel
| Turnier         | 1998 | 1999 | 2000 | … | 2011 | 2012 | 2013 | 2014 | 2015 | 2016 | 2017 | 2018 | Karriere |
| --------------- | ---- | ---- | ---- | - | ---- | ---- | ---- | ---- | ---- | ---- | ---- | ---- | -------- |
| Australian Open | S    | 1    | 2    | — | —    | —    | AF   | 2    | 1    | AF   | VF   | 1    | S        |
| French Open     | —    | —    | —    | — | 2    | —    | AF   | 1    | —    | AF   | 2    | —    | AF       |
| Wimbledon       | —    | —    | —    | — | —    | 2    | VF   | 2    | 1    | 1    | 2    | —    | VF       |
| US Open         | 1    | 1    | —    | — | 1    | 1    | AF   | 1    | 1    | 2    | 1    | —    | AF       |

### Mixed
| Turnier         | 1998 | 1999 | 2000 | … | 2011 | Karriere |
| --------------- | ---- | ---- | ---- | - | ---- | -------- |
| Australian Open | —    | AF   | —    | — | 1    | AF       |
| French Open     | —    | —    | —    | — | —    | —        |
| Wimbledon       | F    | —    | AF   | — | —    | F        |
| US Open         | VF   | —    | —    | — | —    | VF       |

## Persönliches
Am 15. November 2010 heiratete sie Daniele Baroni, seitdem trägt sie den Doppelnamen Lučić-Baroni.